# Julius Lehnert

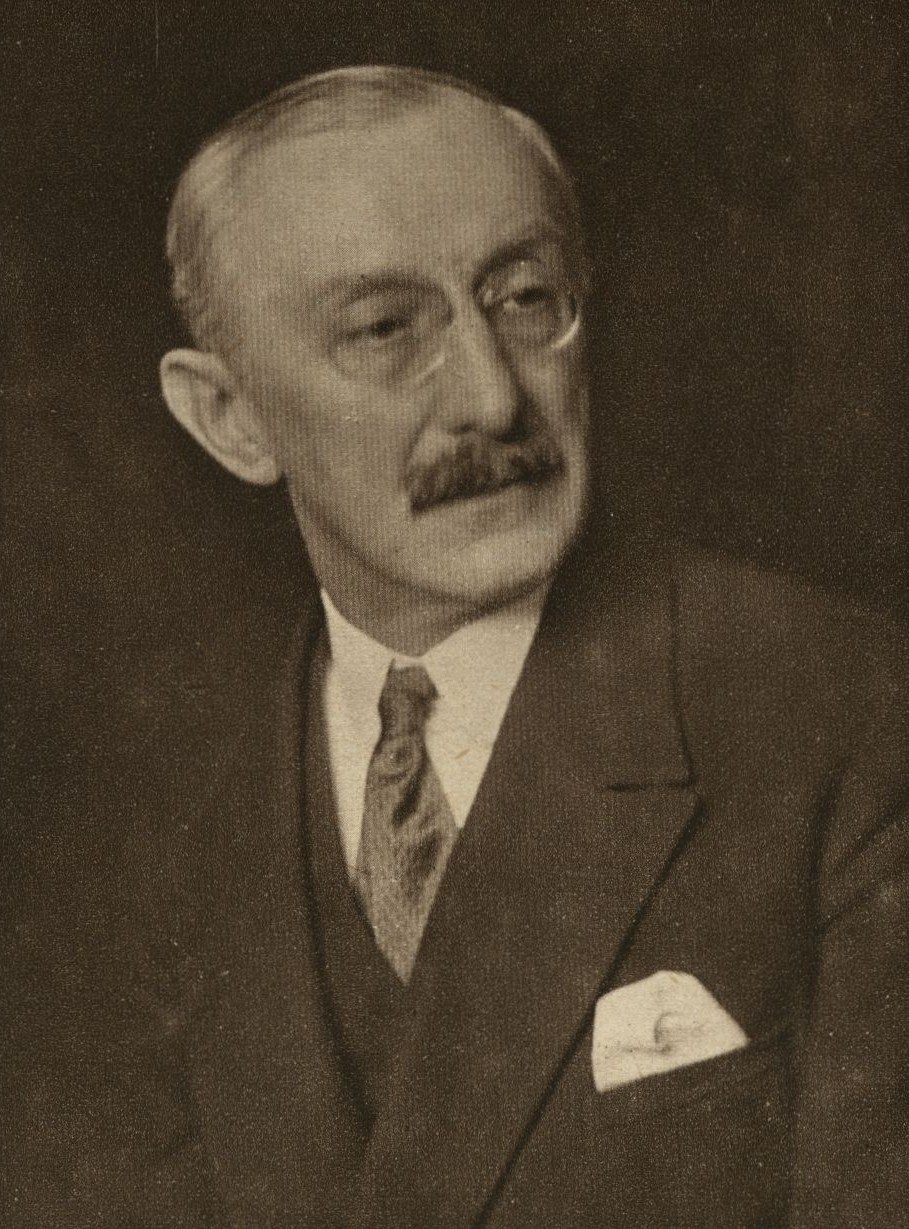
Julius Lehnert

Julius Lehnert (* 25. Januar 1871 in Nikolsburg, Markgrafschaft Mähren, Österreich-Ungarn; † 9. Mai 1962 in Wien, Österreich) war ein österreichischer Dirigent, Kapellmeister, Chorleiter, Korrepetitor und Arrangeur.

## Leben

### Jugend und Ausbildung
Julius Lehnerts Vater war Bürgerschullehrer. Er besuchte zunächst das Lehrerseminar in St. Pölten. Von 1892 bis 1897 studierte er, ab 1893 als Stipendiat, am Konservatorium der Gesellschaft der Musikfreunde. Seine Lehrer waren zunächst Robert Fuchs in Harmonielehre, Kontrapunkt und Ferdinand Löwe im Instrumentalnebenfach Klavier. Ab 1894 studierte er bei Robert Fuchs Komposition. 

### Berufliche Laufbahn
Nach seinem Studium hatte er Engagements als Theaterkapellmeister in Bayreuth, Frankfurt am Main, Graz, Karlsbad, Teplitz, Czernowitz, Sankt Petersburg und Moskau. Gustav Mahler holte ihn 1903 an die Wiener Hofoper. Hier war er bis 1923 als Erster Ballettmusikdirigent und Solokorrepetitor. Er war Mitbegründer des Wiener Frauensinfonieorchesters  und leitete den Klangkörper von 1921 und 1938. Zwischen 1923 und 1948 war er Leiter des Orchestervereins der Gesellschaft der Musikfreunde in Wien.

### Dokumentierte Konzerte
1914 und 1915 dirigierte er bei zwei Wohltätigkeitskonzerten die Wiener Philharmoniker. Zwei weitere Mal dirigierte er das Orchester bei einem Arienabend mit der Sopranistin Alice Burger und dem Galakonzert am 13. Juni 1926 zum 125-jährigen Jubiläums des Theaters an der Wien. Am 24. April 1914 und am 2. Februar 1934 dirigierte er zwei Konzerte des Wiener Singvereins und dem Orchesterverein der Gesellschaft der Musikfreunde in Wien. Aufgeführt wurden jeweils Der glorreiche Augenblick op. 136 von Ludwig van Beethoven. Am 4. Dezember 1914 dirigierte er die Uraufführung des Balletts „Wiener Legende“ Ballett in fünf Tanzbildern von Heinrich Regel mit der Musik Raoul Maders und am 27. April 1917 die Uraufführung der Ballettpantomime  „Klein Idas Blumen“ nach einem Märchen Johann Christian zur Musik von Paul August von Klenau. Beide Male führte Joseph Hassreiter Regie.

## Werke (Auswahl)
Julius Lehnert bearbeitete diverse Ballettmusiken. Darunter befinden Rübezahl nach Léo Delibes, Die Jahreszeiten der Liebe nach Fr. Schubert und Die Nixe von Schönbrunn nach Carl Maria von Weber.
- Dorfschwalben aus Oesterreich, Koloraturwalzer nach Motiven op. 164 von Josef Strauss, Text: Paul Knepler und Rudolf Effenberger, bearbeitet von Julius Lehnert, Doblinger, Leipzig, 1911 OCLC 165294070 1939 OCLC 610981192eingespielt von Gitta Alpar und dem Odeon-Künstler-Orchester unter der Leitung von Frieder Weissmann. OCLC 884960006
- Die Jahreszeiten der Liebe, Vier altwiener Tanz-Bilder von Heinrich Regel, nach Werken von Franz Schubert, Musik arrangiert von Julius Lehnert, Universal Edition, Wien, 1912 OCLC 83898762
- Märchen aus 1001 Nacht, das Orchesterwerk wurde bei einem Wohltätigkeitskonzert der Wiener Philharmoniker das Orientalischer Abend betitelt wurde am 20. April 1915 im Theater an der Wien unter der Leitung Lehnerts aufgeführt.[7]
- Irrlichter, phantastische Waldszene in einem Aufzuge von Joseph Hassreiter, nach Musik von Hector Berlioz, eingerichtet von Julius Lehnert,  Universal Edition, Wien, 1918 OCLC 315830806
- Die Nixe von Schönbrunn, Tanzmärchen in 4 Bildern von Heinrich Regel, Musik von Carl Maria von Weber, arrangiert von J. Lehnert, Universal Edition, Wien, Leipzig, 1927[12]
- G'schichten aus dem Wienerwald, Gesangs-Walzer nach Motiven von Johann Strauss, Text: Rudolf Effenberger, für Gesang bearbeitet von Julius Lehnert, Doblinger, Wien, 1938[13]
- Delirien Walzer als Koloratur-Walzer, für eine Singstimme und Klavier, nach Johann Strauss. Herausgegeben von Julius Lehnert.[14]

## Auszeichnungen
- Julius Lehnert war Träger des Jubiläumshofkreuzes.[4]